# Антоніо Маселла
Антоніо Масе́лла (ісп. Antonio Masella; рік народження невідомий, Турин — 1774, Буенос-Айрес) — аргентинський архітектор італійського походження. Батько архітектора Хуана Баутіста Маселли.

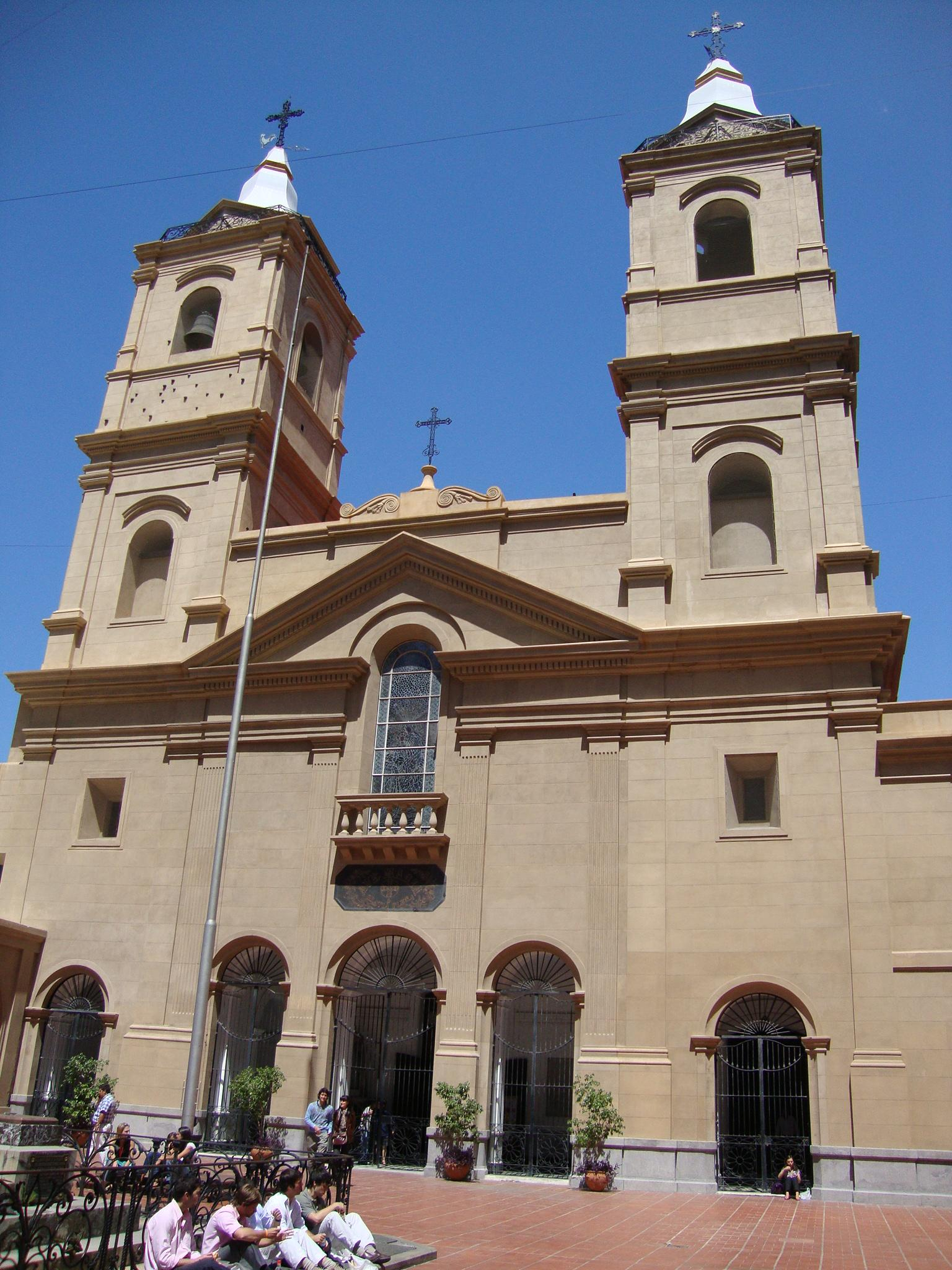
монастир Санто-Домінго.

Народився в Турині (Італія), де і здобув освіту. 1744 чи 1745 року переїхав до Аргентини. Автор плану собору та у 1751—1774 роках брав участь у будівництві церкви Санто-Домініго в Буенос-Айресі.